# Nurota
Nurota (o anche Nurata, in russo Нурата) è il capoluogo del distretto di Nurota nella regione di Navoiy in Uzbekistan. Si trova in un'oasi del deserto del Kizilkum. Conosciuta un tempo come Nur, è stata fondata nel 327 a.C. da Alessandro Magno. I resti di una fortezza militare si ergono ancora sopra la città ed è ancora parzialmente in uso l'acquedotto di cui Alessandro aveva dotato la città.